# إغان داي غن
الأمير العظيم إغآن (익안대군 | 益安大君) , (ولد في 1360 ومات في 1404) هو الابن الثالث لتايجو ملك جوسون , اسمه عند الولادة بانغ أي (방의 | 芳毅) , اسمه بعد الوفاة آنيانغ (안양 | 安襄) . كسب لقب ماهان آنيانغونغ (마한 안양공 | 馬韓安襄公) . والدته هي الملكة شينوي من عشيرة هان (신의왕후 한씨 | 神懿王后 韓氏) . تزوج من ابنة تشوي تشوروون (철원 최씨 | 鐵原 崔氏) , جينغ (증 | 贈) تشانسونغسا (찬성사 | 贊成事) .

## حياته
- في 1392 (السنة الأولى من حكم الملك تايجو) في 7 أغسطس أصبح العديد من الأمراء الملكيين (왕자 | 王子) والأمراء (군 | 君) بونغجاك (봉작 | 封爵) مثل الأمير إغان (익안군 | 益安君) .
- في 1398 (السنة السابعة من حكم الملك تايجو) في 1 سبتمبر أصبح إغانغونغ (익안공 | 益安公) .
- في 1401 (السنة الأولى من حكم الملك تايجو) أعطي اللقب إغآن بووندايغن (익안부원대군 | 益安府院大君) .

## الأسرة

### الأقارب
- الأب : الملك تايجو .
- الأم : الملكة شينوي .
- الإخوة :
  - الأمير العظيم جنآن , (진안대군) .
  - الأمير العظيم هويآن , (회안대군) .
  - الأمير العظيم دوغآن , (덕안대군) .
  - الأمير العظيم موآن , (무안대군) .
  - الأمير العظيم ويآن , (의안대군) .
  - الأمير العظيم جونغآن , (정안대군) .
  - الأمير العظيم يونغآن , (영안대군) .
- الأخوات :
  - الأميرة غيونغشن , (경신공주) .
  - الأميرة غيونغسون , (경선공주) .
  - الأميرة سكشن , (숙신옹주) .
  - الأميرة ويريونغ , (의령옹주) .
  - الأميرة غيونغسن , (경순공주) .

### عائلته
- الزوجات والأبناء :
  - الزوجة الأولى : ابنة تشوي تشوروون (철원 최씨 | 鐵原崔氏) , أنجبت :
    - الأمير الداخلي إغبيونغ (익평부원군 | 益平府院君) آنريانغونغ (안량공 | 安良公) يي سوكغين (이석근 | 李石根) , الابن الأول .
    - الأميرة هوينهي (회인현주 | 懷仁縣主) , تزوجت من غوانغجو كم (광주 김씨 | [廣州金氏]) , الابنة الأولى .
    - الابنة الثانية تزوجت من هانغاغيونغ (한가경 | 韓可敬) .

  - الزوجة الثانية : السيدة يي (부부인 이씨 | 府夫人 李氏) , أنجبت :
    - يونغاجونغ (영가정 | 永可正) يي سينغ (이승 | 李昇) , الابن الأول .

## الملاحظات
1. ↑  في حوليات الملك تايجو ملك جوسون دعي في بعض المواضع بالاسم آن (안 | 安) وفي بعضها باسم يانغ (양 | 襄) .

| سبقه الأمير العظيم يونغآن | أبناء الملك تايجو ولد في 1354 | تبعه الأمير العظيم هويآن |